# Ramdohrita
La ramdohrita és un mineral de la classe dels sulfurs, que pertany al grup de la lil·lianita. Rep el nom en honor de Paul Ramdohr (Überlingen, Alemanya, 1 de gener de 1890 - Hohensachsen, Alemanya, 8 de març de 1985), mineralogista de la Universitat de Heidelberg, a Alemanya. Va investigar els dipòsits de minerals i va ser un pioner de la microscòpia de minerals. Entre nombroses medalles, se li va concedir la medalla Roebling (1962), la medalla Penrose (1972) i la medalla Leonard (1979).

## Característiques
La ramdohrita és una sulfosal de fórmula química Pb5.9Fe0.1Mn0.1In0.1Cd0.2Ag2.8Sb10.8S24. Es tracta d'una espècie aprovada per l'Associació Mineralògica Internacional, i publicada per primera vegada el 1930. Cristal·litza en el sistema monoclínic. La seva duresa a l'escala de Mohs és 2.
Segons la classificació de Nickel-Strunz, la ramdohrita pertany a «02.JB: Sulfosals de l'arquetip PbS, derivats de la galena, amb Pb» juntament amb els següents minerals: diaforita, cosalita, freieslebenita, marrita, cannizzarita, wittita, junoïta, neyita, nordströmita, nuffieldita, proudita, weibul·lita, felbertalita, rouxelita, angelaïta, cuproneyita, geocronita, jordanita, kirkiïta, tsugaruïta, pillaïta, zinkenita, scainiïta, pellouxita, chovanita, aschamalmita, bursaïta, eskimoïta, fizelyita, gustavita, lil·lianita, ourayita, roshchinita, schirmerita, treasurita, uchucchacuaïta, ustarasita, vikingita, xilingolita, heyrovskýita, andorita IV, gratonita, marrucciïta, vurroïta i arsenquatrandorita.

## Formació i jaciments
Va ser descoberta a la mina Chocaya, situada a la província de Sud Chichas, al departament de Potosí (Bolívia). També ha estat descrita en una cinquantena de jaciments d'arreu del planeta.